# Céramide

Structure générique d'un céramide.

Un céramide est un sphingolipide résultant de la combinaison d'un acide gras avec la sphingosine via une liaison amide. On trouve de telles molécules en abondance dans les membranes cellulaires, où elles entrent notamment dans la constitution des sphingomyélines. Les céramides ne jouent pas qu'un rôle structurel dans les membranes biologiques, et peuvent également revêtir des fonctions de signalisation lipidique. Leurs actions les mieux comprises vont de la différenciation cellulaire à la mort cellulaire programmée (apoptose) en passant par la prolifération cellulaire.
Les acides gras qui les constituent ont généralement un nombre pair (de 16 à 24) d'atomes de carbone, sont saturés ou monoinsaturés, et sont souvent α-hydroxylés.
La plupart des céramides n'existent pas à l'état naturel si ce n'est comme précurseurs de la biosynthèse des sphingolipides par une réaction d'addition sur la fonction alcool primaire de la sphingosine.